# Daniel Van Buyten
Daniel Van Buyten (Chimay, 7 febbraio 1978) è un ex calciatore belga, di ruolo difensore.

## Caratteristiche tecniche
Era un difensore centrale dalla stazza e dalla forza fisica imponente, caratteristica che gli permetteva di essere molto abile nei colpi di testa e di essere estremamente prolifico rispetto ai suoi colleghi di reparto. Era anche dotato di una discreta velocità e di un’eccellente resistenza, qualità che sfruttava per eseguire spesso delle cavalcate dalla difesa all'attacco e poter utilizzare al meglio le proprie capacità nel gioco aereo.

## Carriera

### Club
Van Buyten ha padre belga e madre tedesca e da bambino ha cominciato a giocare a calcio nel JS Froidchapelle. Nel corso di un anno in cui era con la nonna materna nella cittadina tedesca di Bad Salzdetfurth (Bassa Sassonia), giocò nel JSG Lammetal (squadre giovanili SV Eintracht Bad Salzdetfurth, VFB Castello e SV Wehrstedt 65). Poi tornò al JS Froidchapelle e successivamente passò all'Olympic Charleroi. Le tappe successive furono l'UBS Auvelais e FC Somzée. In tutti questi club giocò nel ruolo di attaccante. Nel 1997 Van Buyten firmò allo Sporting Charleroi il suo primo contratto da calciatore professionista; risale a questo periodo il cambio di ruolo, da attaccante a difensore. Nel 1999 Van Buyten passò allo Standard Liegi; grazie alle prestazioni fornite alla squadra vallone, diversi club stranieri si interessarono a lui e, nell'estate del 2001, venne acquistato per 11 milioni di Euro dall'Olympique Marsiglia, dopo il fallimento delle trattative per il trasferimento al Bayern Monaco. Nella seconda stagione con la maglia della squadra del sud della Francia segnò sei gol giocando da difensore centrale e venne selezionato nella difesa ideale del massimo campionato francese, la Ligue 1.
Durante la pausa invernale della stagione 2003-'04 Van Buyten venne dato in prestito per il resto della stagione al Manchester City, in Premier League. L'esordio con la nuova squadra avvenne l'8 febbraio 2004, contro il Birmingham City. Nel prosieguo della stagione disputò solo altre quattro partite a causa di un infortunio muscolare e di una squalifica conseguenza di un'espulsione rimediata al 75º minuto di una partita vinta contro il Leeds United, ultimo match da lui disputato in Inghilterra.
Per la stagione 2004-'05 Daniel Van Buyten si trasferì in Bundesliga, acquistato dall'Amburgo per 3,8 milioni di euro. La prima partita giocata con la maglia dell'Amburgo fu il 7 agosto 2004, apertura del campionato, nella sconfitta 0-2 contro il Bayern Monaco. Nella sua prima stagione in Germania giocò in tutte e 34 le partite di campionato. Grazie alla vittoria nella Coppa Intertoto 2005, la compagine della Germania del Nord ottenne la qualificazione per la Coppa UEFA 2005-2006, nella quale Van Buyten scese in campo in tutte e dieci le partite giocate dall'Amburgo, andando a segno due volte. In campionato, Van Buyten collezionò 27 presenze e due gol. Alla fine della stagione 2005-'06, l'Amburgo centrò il terzo posto in classifica e si qualificò per la Champions League successiva.
Nel giugno 2006, il Bayern Monaco annuncia di aver acquisito Van Buyten dai rivali dell'Amburgo con un contratto fino alla stagione 2009-2010; il belga sarebbe andato a formare un reparto difensivo con il brasiliano Lúcio. Van Buyten segna il suo primo gol per il Bayern Monaco contro l'Energie Cottbus il 9 dicembre 2006, in una vittoria per 2-1. Segna il suo secondo gol per il club in una sconfitta contro il Borussia Dortmund. Tuttavia, il contributo più prezioso di Van Buyten arriva contro il Milan il 3 aprile 2007, nella gara di andata dei quarti di finale di Champions League, quando va a segno due volte in trasferta. Firma in seguito altri due gol, attestandosi a fine stagione a quattro segnature complessive. Il 4 febbraio 2010 il Bayern Monaco annuncia il rinnovo del contratto, con nuova scadenza nel 2012. Durante la seconda metà del 2010-'11 Van Buyten viene spesso relegato in panchina, ma recupera il posto da titolare verso la fine della stagione.
Il 6 aprile 2013 vince la sua terza Bundesliga (il ventitreesimo titolo dei bavaresi), con sei giornate di anticipo rispetto alla fine del campionato. Il 25 maggio 2013 vince la sua prima Champions League, grazie alla vittoria nella finale di Wembley contro il Borussia Dortmund. Il 1º giugno 2013 vince anche la sua terza Coppa di Germania, ottenendo uno storico treble con la compagine bavarese.
La stagione 2013-2014 si apre con la vittoria il 30 agosto 2013 della Supercoppa UEFA, ottenuta sconfiggendo ai rigori in finale la compagine londinese del Chelsea, dopo che i tempi supplementari si erano conclusi sul 2-2. Nel corso dell'annata la squadra bavarese conquista altri tre titoli, la Coppa del mondo per club, la Bundesliga e la Coppa di Germania.
Il 14 agosto 2014 annuncia ufficialmente il suo ritiro dal calcio giocato.

### Nazionale
Van Buyten è stato richiamato in nazionale nel 2001 ed è stato un membro della rosa per la Coppa del Mondo 2002. In data 11 febbraio 2009, segna una doppietta nella partita amichevole vinta dai belgi per 2-0 sulla Slovenia.

## Statistiche

### Presenze e reti nei club
Statistiche aggiornate al 17 maggio 2014.
| Stagione              | Squadra               | Campionato            | Campionato | Campionato | Coppe nazionali | Coppe nazionali | Coppe nazionali | Coppe continentali | Coppe continentali | Coppe continentali | Altre coppe | Altre coppe | Altre coppe | Totale | Totale |
| Stagione              | Squadra               | Comp                  | Pres       | Reti       | Comp            | Pres            | Reti            | Comp               | Pres               | Reti               | Comp        | Pres        | Reti        | Pres   | Reti   |
| --------------------- | --------------------- | --------------------- | ---------- | ---------- | --------------- | --------------- | --------------- | ------------------ | ------------------ | ------------------ | ----------- | ----------- | ----------- | ------ | ------ |
| 1998-1999             | Charleroi             | D1                    | 19         | 1          | CB              | 0               | 0               | -                  | -                  | -                  | -           | -           | -           | 19     | 1      |
| 1999-2000             | Standard Liegi        | D1                    | 28         | 3          | CB              | 5               | 0               | -                  | -                  | -                  | -           | -           | -           | 33     | 3      |
| 2000-2001             | Standard Liegi        | D1                    | 29         | 4          | CB              | 2               | 0               | Int                | 7                  | 2                  | -           | -           | -           | 38     | 6      |
| Totale Standard Liegi | Totale Standard Liegi | Totale Standard Liegi | 57         | 7          |                 | 7               | 0               |                    | 7                  | 2                  |             | -           | -           | 71     | 9      |
| 2001-2002             | O. Marsiglia          | D1                    | 23         | 2          | CF+CdL          | 3+2             | 1+0             | -                  | -                  | -                  | -           | -           | -           | 28     | 3      |
| 2002-2003             | O. Marsiglia          | L1                    | 35         | 8          | CF+CdL          | 2+4             | 1+0             | -                  | -                  | -                  | -           | -           | -           | 41     | 9      |
| 2003-gen. 2004        | O. Marsiglia          | L1                    | 18         | 2          | CF+CdL          | 2+1             | 0               | UCL                | 8                  | 1                  | -           | -           | -           | 29     | 3      |
| Totale O. Marsiglia   | Totale O. Marsiglia   | Totale O. Marsiglia   | 76         | 12         |                 | 14              | 2               |                    | 8                  | 1                  |             | -           | -           | 98     | 15     |
| gen.-giu. 2004        | Manchester City       | PL                    | 5          | 0          | FACup+CdL       | 1+0             | 0               | CU                 | -                  | -                  | -           | -           | -           | 6      | 0      |
| 2004-2005             | Amburgo               | BL                    | 34         | 5          | CG              | 1               | 0               | Int                | 4                  | 0                  | -           | -           | -           | 39     | 5      |
| 2005-2006             | Amburgo               | BL                    | 27         | 2          | CG              | 3               | 1               | Int+CU             | 5+10               | 0+2                | -           | -           | -           | 45     | 5      |
| Totale Amburgo        | Totale Amburgo        | Totale Amburgo        | 61         | 7          |                 | 4               | 1               |                    | 19                 | 2                  |             | -           | -           | 84     | 10     |
| 2006-2007             | Bayern Monaco         | BL                    | 31         | 3          | CG              | 3               | 0               | UCL                | 10                 | 2                  | CdL         | 2           | 0           | 46     | 5      |
| 2007-2008             | Bayern Monaco         | BL                    | 19         | 1          | CG              | 4               | 1               | CU                 | 3                  | 1                  | CdL         | 1           | 0           | 27     | 3      |
| 2008-2009             | Bayern Monaco         | BL                    | 18         | 3          | CG              | 2               | 0               | UCL                | 5                  | 1                  | -           | -           | -           | 25     | 4      |
| 2009-2010             | Bayern Monaco         | BL                    | 31         | 6          | CG              | 5               | 2               | UCL                | 12                 | 1                  | -           | -           | -           | 48     | 9      |
| 2010-2011             | Bayern Monaco         | BL                    | 21         | 2          | CG              | 3               | 0               | UCL                | 5                  | 0                  | SG          | 0           | 0           | 29     | 2      |
| 2011-2012             | Bayern Monaco         | BL                    | 13         | 4          | CG              | 2               | 0               | UCL                | 7                  | 0                  | -           | -           | -           | 22     | 4      |
| 2012-2013             | Bayern Monaco         | BL                    | 13         | 0          | CG              | 4               | 0               | UCL                | 6                  | 0                  | SG          | 0           | 0           | 23     | 0      |
| 2013-2014             | Bayern Monaco         | BL                    | 12         | 1          | CG              | 3               | 0               | UCL                | 2                  | 0                  | SG+SU+Cmc   | 1+0+1       | 0           | 19     | 1      |
| Totale Bayern Monaco  | Totale Bayern Monaco  | Totale Bayern Monaco  | 158        | 20         |                 | 26              | 3               |                    | 50                 | 5                  |             | 5           | 0           | 239    | 28     |
| Totale carriera       | Totale carriera       | Totale carriera       | 376        | 47         |                 | 52              | 6               |                    | 84                 | 10                 |             | 5           | 0           | 517    | 63     |

### Cronologia presenze e reti in nazionale
| Cronologia completa delle presenze e delle reti in nazionale ― Belgio | Cronologia completa delle presenze e delle reti in nazionale ― Belgio | Cronologia completa delle presenze e delle reti in nazionale ― Belgio | Cronologia completa delle presenze e delle reti in nazionale ― Belgio | Cronologia completa delle presenze e delle reti in nazionale ― Belgio | Cronologia completa delle presenze e delle reti in nazionale ― Belgio | Cronologia completa delle presenze e delle reti in nazionale ― Belgio | Cronologia completa delle presenze e delle reti in nazionale ― Belgio |
| Data                                                                  | Città                                                                 | In casa                                                               | Risultato                                                             | Ospiti                                                                | Competizione                                                          | Reti                                                                  | Note                                                                  |
| --------------------------------------------------------------------- | --------------------------------------------------------------------- | --------------------------------------------------------------------- | --------------------------------------------------------------------- | --------------------------------------------------------------------- | --------------------------------------------------------------------- | --------------------------------------------------------------------- | --------------------------------------------------------------------- |
| 28-2-2001                                                             | Bruxelles                                                             | Belgio                                                                | 10 – 1                                                                | San Marino                                                            | Qual. Mondiali 2002                                                   | -                                                                     |                                                                       |
| 24-3-2001                                                             | Glasgow                                                               | Scozia                                                                | 2 – 2                                                                 | Belgio                                                                | Qual. Mondiali 2002                                                   | 1                                                                     | 58’                                                                   |
| 13-2-2002                                                             | Bruxelles                                                             | Belgio                                                                | 1 – 0                                                                 | Norvegia                                                              | Amichevole                                                            | -                                                                     |                                                                       |
| 27-3-2002                                                             | Patrasso                                                              | Grecia                                                                | 3 – 2                                                                 | Belgio                                                                | Amichevole                                                            | -                                                                     |                                                                       |
| 14-5-2002                                                             | Bruxelles                                                             | Belgio                                                                | 0 – 0                                                                 | Algeria                                                               | Amichevole                                                            | -                                                                     | 46’                                                                   |
| 18-5-2002                                                             | Saint-Denis                                                           | Francia                                                               | 1 – 2                                                                 | Belgio                                                                | Amichevole                                                            | -                                                                     |                                                                       |
| 26-5-2002                                                             | Kumamoto                                                              | Belgio                                                                | 1 – 0                                                                 | Costa Rica                                                            | Amichevole                                                            | -                                                                     | 72’                                                                   |
| 4-6-2002                                                              | Saitama                                                               | Giappone                                                              | 2 – 2                                                                 | Belgio                                                                | Mondiali 2002 - 1º turno                                              | -                                                                     |                                                                       |
| 10-6-2002                                                             | Ōita                                                                  | Tunisia                                                               | 1 – 1                                                                 | Belgio                                                                | Mondiali 2002 - 1º turno                                              | -                                                                     | 40’                                                                   |
| 14-6-2002                                                             | Fukuroi                                                               | Belgio                                                                | 3 – 2                                                                 | Russia                                                                | Mondiali 2002 - 1º turno                                              | -                                                                     |                                                                       |
| 17-6-2002                                                             | Kōbe                                                                  | Brasile                                                               | 2 – 0                                                                 | Belgio                                                                | Mondiali 2002 - Ottavi di finale                                      | -                                                                     |                                                                       |
| 21-8-2002                                                             | Stettino                                                              | Polonia                                                               | 1 – 1                                                                 | Belgio                                                                | Amichevole                                                            | -                                                                     |                                                                       |
| 7-9-2002                                                              | Bruxelles                                                             | Belgio                                                                | 0 – 2                                                                 | Bulgaria                                                              | Qual. Euro 2004                                                       | -                                                                     |                                                                       |
| 12-2-2003                                                             | Annaba                                                                | Algeria                                                               | 1 – 3                                                                 | Belgio                                                                | Amichevole                                                            | -                                                                     | 46’                                                                   |
| 29-3-2003                                                             | Zagabria                                                              | Croazia                                                               | 4 – 0                                                                 | Belgio                                                                | Qual. Euro 2004                                                       | -                                                                     |                                                                       |
| 30-4-2003                                                             | Bruxelles                                                             | Belgio                                                                | 3 – 1                                                                 | Polonia                                                               | Amichevole                                                            | -                                                                     | 46’                                                                   |
| 7-6-2003                                                              | Sofia                                                                 | Bulgaria                                                              | 2 – 2                                                                 | Belgio                                                                | Qual. Euro 2004                                                       | -                                                                     |                                                                       |
| 11-6-2003                                                             | Gand                                                                  | Belgio                                                                | 3 – 0                                                                 | Andorra                                                               | Qual. Euro 2004                                                       | -                                                                     |                                                                       |
| 20-8-2003                                                             | Bruxelles                                                             | Belgio                                                                | 1 – 1                                                                 | Paesi Bassi                                                           | Amichevole                                                            | -                                                                     | 60’                                                                   |
| 10-9-2003                                                             | Bruxelles                                                             | Belgio                                                                | 2 – 1                                                                 | Croazia                                                               | Qual. Euro 2004                                                       | -                                                                     | 18’                                                                   |
| 11-10-2003                                                            | Liegi                                                                 | Belgio                                                                | 2 – 0                                                                 | Estonia                                                               | Qual. Euro 2004                                                       | -                                                                     |                                                                       |
| 18-8-2004                                                             | Oslo                                                                  | Norvegia                                                              | 2 – 2                                                                 | Belgio                                                                | Amichevole                                                            | -                                                                     | 66’                                                                   |
| 4-9-2004                                                              | Charleroi                                                             | Belgio                                                                | 1 – 1                                                                 | Lituania                                                              | Qual. Mondiali 2006                                                   | -                                                                     |                                                                       |
| 9-10-2004                                                             | Santander                                                             | Spagna                                                                | 2 – 0                                                                 | Belgio                                                                | Qual. Mondiali 2006                                                   | -                                                                     |                                                                       |
| 26-3-2005                                                             | Bruxelles                                                             | Belgio                                                                | 4 – 1                                                                 | Bosnia ed Erzegovina                                                  | Qual. Mondiali 2006                                                   | -                                                                     |                                                                       |
| 30-3-2005                                                             | Serravalle                                                            | San Marino                                                            | 1 – 2                                                                 | Belgio                                                                | Qual. Mondiali 2006                                                   | 1                                                                     |                                                                       |
| 4-6-2005                                                              | Belgrado                                                              | Serbia e Montenegro                                                   | 0 – 0                                                                 | Belgio                                                                | Qual. Mondiali 2006                                                   | -                                                                     |                                                                       |
| 17-8-2005                                                             | Bruxelles                                                             | Belgio                                                                | 2 – 0                                                                 | Grecia                                                                | Amichevole                                                            | -                                                                     |                                                                       |
| 3-9-2005                                                              | Zenica                                                                | Bosnia ed Erzegovina                                                  | 1 – 0                                                                 | Belgio                                                                | Qual. Mondiali 2006                                                   | -                                                                     |                                                                       |
| 7-9-2005                                                              | Anversa                                                               | Belgio                                                                | 8 – 0                                                                 | San Marino                                                            | Qual. Mondiali 2006                                                   | 1                                                                     |                                                                       |
| 8-10-2005                                                             | Bruxelles                                                             | Belgio                                                                | 0 – 2                                                                 | Spagna                                                                | Qual. Mondiali 2006                                                   | -                                                                     |                                                                       |
| 16-8-2006                                                             | Bruxelles                                                             | Belgio                                                                | 0 – 0                                                                 | Kazakistan                                                            | Qual. Euro 2008                                                       | -                                                                     |                                                                       |
| 6-9-2006                                                              | Erevan                                                                | Armenia                                                               | 0 – 1                                                                 | Belgio                                                                | Qual. Euro 2008                                                       | 1                                                                     |                                                                       |
| 7-10-2006                                                             | Belgrado                                                              | Serbia                                                                | 1 – 0                                                                 | Belgio                                                                | Qual. Euro 2008                                                       | -                                                                     |                                                                       |
| 11-10-2006                                                            | Anderlecht                                                            | Belgio                                                                | 3 – 0                                                                 | Azerbaigian                                                           | Qual. Euro 2008                                                       | -                                                                     | 15’                                                                   |
| 15-11-2006                                                            | Bruxelles                                                             | Belgio                                                                | 0 – 1                                                                 | Polonia                                                               | Qual. Euro 2008                                                       | -                                                                     |                                                                       |
| 7-2-2007                                                              | Bruxelles                                                             | Belgio                                                                | 0 – 2                                                                 | Rep. Ceca                                                             | Amichevole                                                            | -                                                                     | Cap.                                                                  |
| 24-3-2007                                                             | Lisbona                                                               | Portogallo                                                            | 4 – 0                                                                 | Belgio                                                                | Qual. Euro 2008                                                       | -                                                                     | Cap.                                                                  |
| 13-10-2007                                                            | Bruxelles                                                             | Belgio                                                                | 0 – 0                                                                 | Finlandia                                                             | Qual. Euro 2008                                                       | -                                                                     |                                                                       |
| 17-10-2007                                                            | Bruxelles                                                             | Belgio                                                                | 3 – 0                                                                 | Armenia                                                               | Qual. Euro 2008                                                       | -                                                                     | 60’                                                                   |
| 17-11-2007                                                            | Katowice                                                              | Polonia                                                               | 2 – 0                                                                 | Belgio                                                                | Qual. Euro 2008                                                       | -                                                                     | Cap.                                                                  |
| 21-11-2007                                                            | Baku                                                                  | Azerbaigian                                                           | 0 – 1                                                                 | Belgio                                                                | Qual. Euro 2008                                                       | -                                                                     | Cap.                                                                  |
| 26-3-2008                                                             | Bruxelles                                                             | Belgio                                                                | 1 – 4                                                                 | Marocco                                                               | Amichevole                                                            | -                                                                     | 46’                                                                   |
| 20-8-2008                                                             | Norimberga                                                            | Germania                                                              | 2 – 0                                                                 | Belgio                                                                | Amichevole                                                            | -                                                                     | 59’                                                                   |
| 6-9-2008                                                              | Liegi                                                                 | Belgio                                                                | 3 – 2                                                                 | Estonia                                                               | Qual. Mondiali 2010                                                   | -                                                                     |                                                                       |
| 15-10-2008                                                            | Bruxelles                                                             | Belgio                                                                | 1 – 2                                                                 | Spagna                                                                | Qual. Mondiali 2010                                                   | -                                                                     | 46’                                                                   |
| 19-11-2008                                                            | Lussemburgo                                                           | Lussemburgo                                                           | 1 – 1                                                                 | Belgio                                                                | Amichevole                                                            | -                                                                     |                                                                       |
| 11-2-2009                                                             | Genk                                                                  | Belgio                                                                | 2 – 0                                                                 | Slovenia                                                              | Amichevole                                                            | 2                                                                     |                                                                       |
| 12-8-2009                                                             | Teplice                                                               | Rep. Ceca                                                             | 3 – 1                                                                 | Belgio                                                                | Amichevole                                                            | -                                                                     | Cap.                                                                  |
| 5-9-2009                                                              | La Coruña                                                             | Spagna                                                                | 5 – 0                                                                 | Belgio                                                                | Qual. Mondiali 2010                                                   | -                                                                     |                                                                       |
| 9-9-2009                                                              | Erevan                                                                | Armenia                                                               | 2 – 1                                                                 | Belgio                                                                | Qual. Mondiali 2010                                                   | 1                                                                     |                                                                       |
| 10-10-2009                                                            | Bruxelles                                                             | Belgio                                                                | 2 – 0                                                                 | Turchia                                                               | Qual. Mondiali 2010                                                   | -                                                                     | 25’                                                                   |
| 14-10-2009                                                            | Tallinn                                                               | Estonia                                                               | 2 – 0                                                                 | Belgio                                                                | Qual. Mondiali 2010                                                   | -                                                                     | 46’                                                                   |
| 14-11-2009                                                            | Gand                                                                  | Belgio                                                                | 3 – 0                                                                 | Ungheria                                                              | Amichevole                                                            | -                                                                     |                                                                       |
| 17-11-2009                                                            | Sedan                                                                 | Belgio                                                                | 2 – 0                                                                 | Qatar                                                                 | Amichevole                                                            | -                                                                     |                                                                       |
| 3-9-2010                                                              | Bruxelles                                                             | Belgio                                                                | 0 – 1                                                                 | Germania                                                              | Qual. Euro 2012                                                       | -                                                                     |                                                                       |
| 7-9-2010                                                              | Istanbul                                                              | Turchia                                                               | 3 – 2                                                                 | Belgio                                                                | Qual. Euro 2012                                                       | 2                                                                     | 47’                                                                   |
| 8-10-2010                                                             | Astana                                                                | Kazakistan                                                            | 0 – 2                                                                 | Belgio                                                                | Qual. Euro 2012                                                       | -                                                                     | Cap.                                                                  |
| 17-11-2010                                                            | Voronež                                                               | Russia                                                                | 0 – 2                                                                 | Belgio                                                                | Amichevole                                                            | -                                                                     | Cap.                                                                  |
| 9-2-2011                                                              | Gand                                                                  | Belgio                                                                | 1 – 1                                                                 | Finlandia                                                             | Amichevole                                                            | -                                                                     | Cap.                                                                  |
| 25-3-2011                                                             | Vienna                                                                | Austria                                                               | 0 – 2                                                                 | Belgio                                                                | Qual. Euro 2012                                                       | -                                                                     | Cap.                                                                  |
| 29-3-2011                                                             | Bruxelles                                                             | Belgio                                                                | 4 – 1                                                                 | Azerbaigian                                                           | Qual. Euro 2012                                                       | -                                                                     | Cap. 80’                                                              |
| 10-8-2011                                                             | Celje                                                                 | Slovenia                                                              | 0 – 0                                                                 | Belgio                                                                | Amichevole                                                            | -                                                                     |                                                                       |
| 7-10-2011                                                             | Bruxelles                                                             | Belgio                                                                | 4 – 1                                                                 | Kazakistan                                                            | Qual. Euro 2012                                                       | -                                                                     | 67’                                                                   |
| 11-11-2011                                                            | Liegi                                                                 | Belgio                                                                | 2 – 1                                                                 | Romania                                                               | Amichevole                                                            | 1                                                                     |                                                                       |
| 15-11-2011                                                            | Saint-Denis                                                           | Francia                                                               | 0 – 0                                                                 | Belgio                                                                | Amichevole                                                            | -                                                                     |                                                                       |
| 15-8-2012                                                             | Bruxelles                                                             | Belgio                                                                | 4 – 2                                                                 | Paesi Bassi                                                           | Amichevole                                                            | -                                                                     | 46’                                                                   |
| 14-11-2012                                                            | Bucarest                                                              | Romania                                                               | 2 – 1                                                                 | Belgio                                                                | Amichevole                                                            | -                                                                     |                                                                       |
| 6-2-2013                                                              | Bruges                                                                | Belgio                                                                | 2 – 1                                                                 | Slovacchia                                                            | Amichevole                                                            | -                                                                     |                                                                       |
| 22-3-2013                                                             | Skopje                                                                | Macedonia                                                             | 0 – 2                                                                 | Belgio                                                                | Qual. Mondiali 2014                                                   | -                                                                     |                                                                       |
| 7-6-2013                                                              | Bruxelles                                                             | Belgio                                                                | 2 – 1                                                                 | Serbia                                                                | Qual. Mondiali 2014                                                   | -                                                                     |                                                                       |
| 14-8-2013                                                             | Bruxelles                                                             | Belgio                                                                | 0 – 0                                                                 | Francia                                                               | Amichevole                                                            | -                                                                     | 87’                                                                   |
| 6-9-2013                                                              | Glasgow                                                               | Scozia                                                                | 0 – 2                                                                 | Belgio                                                                | Qual. Mondiali 2014                                                   | -                                                                     |                                                                       |
| 11-10-2013                                                            | Zagabria                                                              | Croazia                                                               | 1 – 2                                                                 | Belgio                                                                | Qual. Mondiali 2014                                                   | -                                                                     |                                                                       |
| 15-10-2013                                                            | Bruxelles                                                             | Belgio                                                                | 1 – 1                                                                 | Galles                                                                | Qual. Mondiali 2014                                                   | -                                                                     | 72’                                                                   |
| 19-11-2013                                                            | Bruxelles                                                             | Belgio                                                                | 2 – 3                                                                 | Giappone                                                              | Amichevole                                                            | -                                                                     | 79’                                                                   |
| 5-3-2014                                                              | Bruxelles                                                             | Belgio                                                                | 2 – 2                                                                 | Costa d'Avorio                                                        | Amichevole                                                            | -                                                                     | 46’                                                                   |
| 1-6-2014                                                              | Solna                                                                 | Svezia                                                                | 0 – 2                                                                 | Belgio                                                                | Amichevole                                                            | -                                                                     |                                                                       |
| 7-6-2014                                                              | Bruxelles                                                             | Belgio                                                                | 1 – 0                                                                 | Tunisia                                                               | Amichevole                                                            | -                                                                     |                                                                       |
| 17-6-2014                                                             | Belo Horizonte                                                        | Algeria                                                               | 1 – 2                                                                 | Belgio                                                                | Mondiali 2014 - 1º turno                                              | -                                                                     |                                                                       |
| 22-6-2014                                                             | Rio de Janeiro                                                        | Belgio                                                                | 1 – 0                                                                 | Russia                                                                | Mondiali 2014 - 1º turno                                              | -                                                                     |                                                                       |
| 26-6-2014                                                             | San Paolo                                                             | Corea del Sud                                                         | 0 – 1                                                                 | Belgio                                                                | Mondiali 2014 - 1º turno                                              | -                                                                     |                                                                       |
| 1-7-2014                                                              | Salvador                                                              | Stati Uniti                                                           | 1 – 2 dts                                                             | Belgio                                                                | Mondiali 2014 - Ottavi di finale                                      | -                                                                     |                                                                       |
| 5-7-2014                                                              | Brasilia                                                              | Argentina                                                             | 1 – 0                                                                 | Belgio                                                                | Mondiali 2014 - Quarti di finale                                      | -                                                                     |                                                                       |
| Totale                                                                |                                                                       | Presenze (12º posto)                                                  | 84                                                                    |                                                                       | Reti                                                                  | 10                                                                    |                                                                       |

| Cronologia completa delle presenze e delle reti in nazionale (partite non ufficiali) ― Belgio | Cronologia completa delle presenze e delle reti in nazionale (partite non ufficiali) ― Belgio | Cronologia completa delle presenze e delle reti in nazionale (partite non ufficiali) ― Belgio | Cronologia completa delle presenze e delle reti in nazionale (partite non ufficiali) ― Belgio | Cronologia completa delle presenze e delle reti in nazionale (partite non ufficiali) ― Belgio | Cronologia completa delle presenze e delle reti in nazionale (partite non ufficiali) ― Belgio | Cronologia completa delle presenze e delle reti in nazionale (partite non ufficiali) ― Belgio | Cronologia completa delle presenze e delle reti in nazionale (partite non ufficiali) ― Belgio |
| Data                                                                                          | Città                                                                                         | In casa                                                                                       | Risultato                                                                                     | Ospiti                                                                                        | Competizione                                                                                  | Reti                                                                                          | Note                                                                                          |
| --------------------------------------------------------------------------------------------- | --------------------------------------------------------------------------------------------- | --------------------------------------------------------------------------------------------- | --------------------------------------------------------------------------------------------- | --------------------------------------------------------------------------------------------- | --------------------------------------------------------------------------------------------- | --------------------------------------------------------------------------------------------- | --------------------------------------------------------------------------------------------- |
| 26-5-2014                                                                                     | Genk                                                                                          | Belgio                                                                                        | 5 – 1                                                                                         | Lussemburgo                                                                                   | Amichevole                                                                                    | -                                                                                             | 46’                                                                                           |
| Totale                                                                                        |                                                                                               | Presenze                                                                                      | 1                                                                                             |                                                                                               | Reti                                                                                          | 0                                                                                             |                                                                                               |

## Palmarès

### Competizioni nazionali
- Campionato tedesco: 4

Bayern Monaco: 2007-2008, 2009-2010, 2012-2013, 2013-2014
- Coppa di Germania: 4

Bayern Monaco: 2007-2008, 2009-2010, 2012-2013, 2013-2014
- Coppa di Lega tedesca: 1

Bayern Monaco: 2007
- Supercoppa di Germania: 2

Bayern Monaco: 2010, 2012

### Competizioni internazionali
- UEFA Champions League: 1

Bayern Monaco: 2012-2013
- Supercoppa UEFA: 1

Bayern Monaco: 2013
- Coppa del mondo per club: 1

Bayern Monaco: 2013